# Бестолл, Джон
Джон Родерик Бестолл (англ. John Roderick Bestall; род. 25 февраля 1963) — австралийский хоккеист на траве, полевой игрок. Серебряный призёр летних Олимпийских игр 1992 года, участник летних Олимпийских игр 1988 года, чемпион мира 1986 года.

## Биография
Джон Бестолл родился 25 февраля 1963 года.
В 1986 году в составе сборной Австралии по хоккею на траве завоевал золотую медаль чемпионата мира в Лондоне. Забил 3 мяча, в том числе ставший победным гол в финале против сборной Англии (2:1).
В 1988 году вошёл в состав сборной Австралии по хоккею на траве на летних Олимпийских играх в Сеуле, занявшей 4-е место. Играл в поле, провёл 6 матчей, забил 1 мяч в ворота сборной Пакистана.
В 1992 году вошёл в состав сборной Австралии по хоккею на траве на летних Олимпийских играх в Барселоне и завоевал серебряную медаль. Играл в поле, провёл 1 матч, мячей не забивал.